# Аркола (Мисури)
Аркола (енгл. Arcola) град је у америчкој савезној држави Мисури.

## Демографија
По попису из 2010. године број становника је 55, што је 10 (22,2%) становника више него 2000. године.
| Група             | 2000.       | 2010.      |
| Белци             | 45 (100,0%) | 54 (98,2%) |
| Афроамериканци    | 0 (0,0%)    | 0 (0,0%)   |
| Азијати           | 0 (0,0%)    | 0 (0,0%)   |
| Хиспаноамериканци | 0 (0,0%)    | 1 (1,8%)   |
| Укупно            | 45          | 55         |